# Adam Barwood
Adam Barwood (* 30. Juli 1992 in Queenstown, Otago) ist ein ehemaliger neuseeländischer Skirennläufer. Der achtfache neuseeländische Meister hatte seine Stärken in den technischen Disziplinen Slalom und Riesenslalom und nahm zweimal an Olympischen Winterspielen teil.

## Biografie
Adam Barwood stammt aus Queenstown auf der neuseeländischen Südinsel. Das Skifahren erlernte er im Alter von neun Jahren auf dem Coronet Peak im Rahmen eines Schülerprogramms. Später trainierte er außerdem in Cardrona und Treble Cone.
Seine ersten FIS-Rennen bestritt Barwood im Alter von 15 Jahren in Cardrona. Drei Wochen später startete er erstmals im Australia New Zealand Cup. 2009 und 2010 gelangen ihm erste Spitzenergebnisse auf FIS-Ebene, 2012 gewann er am Coronet Peak seinen ersten von fünf neuseeländischen Meistertiteln im Slalom. Ein halbes Jahr später nahm er in Schladming an den Weltmeisterschaften teil und schied sowohl im Riesenslalom als auch im Slalom im ersten Durchgang aus.
Nach guten Ergebnissen im Australia New Zealand Cup gab Barwood im Januar 2014 im Nachtslalom auf der Planai sein Weltcup-Debüt. Bei den darauffolgenden Olympischen Spielen in Sotschi belegte er mit Slalomrang 25 sein bestes Resultat bei einem Großereignis. Im Riesenslalom wurde er 44. Bei seinen zweiten Weltmeisterschaften in Vail kam er über die Ränge 39 und 44 in Riesenslalom und Super-G nicht hinaus. Sein einziger Podestplatz im Nor-Am Cup gelang ihm im Dezember 2016 als Drittem im Super-G von Panorama. Im Rahmen seiner dritten Weltmeisterschaften in St. Moritz erreichte er mit Rang 31 im Riesenslalom sein bestes Ergebnis in dieser Disziplin. Sechs Monate später feierte er im Riesenslalom von Thredbo seinen ersten und einzigen ANC-Sieg. Bei seinen zweiten Olympischen Spielen in Pyeongchang klassierte er sich auf den Rängen 34 und 43 in Riesenslalom und Super-G. Die WM 2019 in Åre schloss er mit Riesenslalomrang 36 ab, im Slalom schied er zum vierten Mal hintereinander bei einem Großereignis aus. Seine letzten internationalen Rennen bestritt Barwood im September 2019 in Cardrona. Im Weltcup konnte er sich in 24 Rennen nie für einen zweiten Durchgang qualifizieren.

## Erfolge

### Olympische Spiele
- Sotschi 2014: 25. Slalom, 44. Riesenslalom
- Pyeongchang 2018: 34. Riesenslalom, 43. Super-G

### Weltmeisterschaften
- Vail/Beaver Creek 2015: 39. Riesenslalom, 44. Super-G
- St. Moritz 2017: 31. Riesenslalom, 44. Super-G
- Åre 2019: 36. Riesenslalom

### Australia New Zealand Cup
- Saison 2013: 2. Gesamtwertung, 2. Kombinationswertung, 6. Super-G-Wertung, 6. Slalomwertung, 7. Abfahrtswertung[A 1]
- Saison 2014: 9. Gesamtwertung, 7. Riesenslalomwertung, 8. Slalomwertung
- Saison 2015: 6. Gesamtwertung, 8. Riesenslalomwertung, 8. Slalomwertung
- Saison 2016: 9. Gesamtwertung, 8. Super-G-Wertung, 10. Slalomwertung
- Saison 2017: 6. Riesenslalomwertung
- Saison 2018: 6. Gesamtwertung, 5. Super-G-Wertung, 9. Riesenslalomwertung
- 2 Podestplätze, davon 1 Sieg:

| Datum           | Ort     | Land       | Disziplin    |
| --------------- | ------- | ---------- | ------------ |
| 21. August 2017 | Thredbo | Australien | Riesenslalom |

1. ↑  Die Rennen des Australia New Zealand Cup werden jährlich im August und September (Südwinter) ausgetragen und bereits der kommenden, internationalen Saison zugerechnet.

### Weitere Erfolge
- 8 neuseeländische Meistertitel (Slalom 2012, 2013, 2014, 2016, 2017 und 2018, Riesenslalom 2013 und 2018)
- 1 Podestplatz im Nor-Am Cup
- 15 Siege in FIS-Rennen